# Bäck
Der Bäck (Mehrzahl Bäcks oder Bäcken) ist eine gastronomische Sonderform, eine spezielle Art von Weinstube im Würzburger Raum. Bäck kommt von Bäcker, von denen manche in alter Zeit im Nebenberuf einen Weinberg bearbeiteten und dann das Recht hatten, den eigenen Wein in ihrem Bäckerladen auszuschenken. Ursprünglich boten Bäcken keine Speisen, sondern nur Getränke, vor allem Frankenweine an. Dafür durfte der Gast mitgebrachtes Essen verzehren, wofür der Kellner ihm sogar Besteck und Serviette kostenlos zur Verfügung stellte. 
In Teilen des Vorspessarts wird als Bäck auch die örtliche Bäckerei bezeichnet.  

## Historie
Bäcken haben eine jahrhundertealte Tradition; das System hat sich in einer Zeit etabliert, in der man alkoholische Getränke üblicherweise in Gaststätten kaufte, nicht in Geschäften, und oft auch gleich dort einnahm. Der Besuch in einer Gaststätte war eher eine Notwendigkeit und eine tägliche Gewohnheit als heute, wo man auch einfach zu Hause trinken kann. Um Geld zu sparen, bereitete man sich vorher in der eigenen Küche die Brotzeit selbst zu, die man später zum Schoppen verzehren würde.

## Bedeutung heute
Mit den Jahren entwickelten sich die Bäcks zu beliebten Treffpunkten der Würzburger. Bis heute haben sich ein halbes Dutzend Bäcken in Würzburg erhalten. Man erkennt sie leicht daran, dass ihr Name auf "-bäck" endet, z. B. Johanniterbäck, Mainbäck, Maulaffenbäck, Reurerbäck, Sandertorbäck, Sophienbäck oder Sternbäck. Mittlerweile haben die Bäcken auch Küchen und eine Speisekarte, trotzdem ist es bei den meisten immer noch möglich, sein Essen mitzubringen. Dies ist häufig ein belegtes Brot aus einer nahen Metzgerei, eine Bratwurst vom Stand oder auch ein Döner. Allerdings verlangen einige Bäcken inzwischen einen Obolus für die Bereitstellung des Geschirrs. Von vielen traditionellen Betrieben ist allerdings nur noch der Name geblieben.